# Schwedenkrug
Der Schwedenkrug gehört zu den Sagen und Legenden aus der Region Franken in Bayern.
Nach der Legende soll der schwedische König Gustav II. Adolf während des Schwedischen Krieges (1630–1635) beim Einzug mit seinem Heer in Nürnberg einen ehemaligen Söldner wiedererkannt haben, der sich in seinen Kämpfen gegen die Russen und Polen als auch gegen die Dänen und Litauer besonders ausgezeichnet hatte. Er soll der Bitte des Mannes gefolgt und in seinem Gasthaus Zur goldenen Ente eingekehrt sein, wo er auch mit dem Wirt Schach gespielt haben soll. Die Schachfiguren sollen aus Schwedenkugeln gegossen worden sein und der zinnerne Krug, aus dem der König getrunken haben soll, wurde später zur Erinnerung Der Schwedenkrug genannt und das Gasthaus erhielt den Namen Zum Schwedenkrug.
Gelegentlich sollen Krüge mit der Bezeichnung Schwedenkrug dem Nachlass des Königs zugeschrieben und als Fälschung angeboten worden sein.